# Nadai Medal
Die Nadai Medal der American Society of Mechanical Engineers wird für besondere Leistungen in Materialwissenschaft verliehen. Sie ist nach Arpad Nadai benannt. Sie ist mit 1000 Dollar dotiert und mit einer Bronzemedaille verbunden.

## Preisträger
- 1975 George M. Sinclair
- 1976 Evan Albert Davis
- 1977 George R. Irwin
- 1978 Frank A. McClintock
- 1979 Louis F. Coffin
- 1980 Michel J. Manjoine
- 1981 S. Stanford Mason
- 1982 Iain Finnie
- 1983 Arthur J. McEvily Jr.
- 1984 Thomas J. Dolan
- 1985 Sumio Yukawa
- 1986 William F. Brown Jr.
- 1987 Erhard Krempl
- 1988 Herbert T. Corten
- 1990 Stephen D. Antolovich
- 1991 John W. Hutchinson
- 1992 George J. Dvorak
- 1993 William N. Sharpe Jr.
- 1994 Owen Richmond
- 1995 Nicolaie D. Cristescu
- 1996 James R. Rice
- 1997 David L. McDowell
- 1998 Ali S. Argon
- 1999 John P. Hirth
- 2000 Frederick A. Leckie
- 2001 William D. Nix
- 2002 Sia Nemat-Nasser
- 2003 Anthony G. Evans
- 2004 Robert O. Ritchie
- 2005 Theodore Nicholas
- 2006 Richard M. Christensen
- 2007 Huseyin Sehitoglu
- 2008 Zdenek P. Bazant
- 2009 Lambert Ben Freund
- 2010 Albert S. Kobayashi
- 2011 Subra Suresh
- 2012 Satya N. Atluri
- 2013 Tsu-Wei Chou
- 2014 L. Catherine Brinson
- 2015 Huajian Gao
- 2016 Yonggang Huang
- 2017 John A. Rogers
- 2018 George M. Pharr
- 2019 Ellen Arruda
- 2020 Frank Zok
- 2021 Michael Thouless
- 2022 George Z. Voyiadjis
- 2023 Nancy Sottos
- 2024 Julia R. Greer
- 2025 Vikram Deshpande